# Esquerda (glacera)

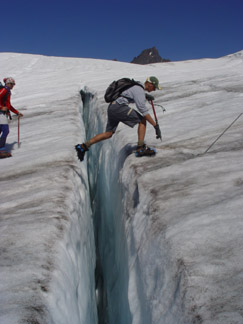
Creuant una esquerda a l'Easton Glacier, North Cascades, Washington.

Esquema d'una glacera indicant els sectors amb neu, neu congesta (firn), línia de neu congesta (límit) i glaç.

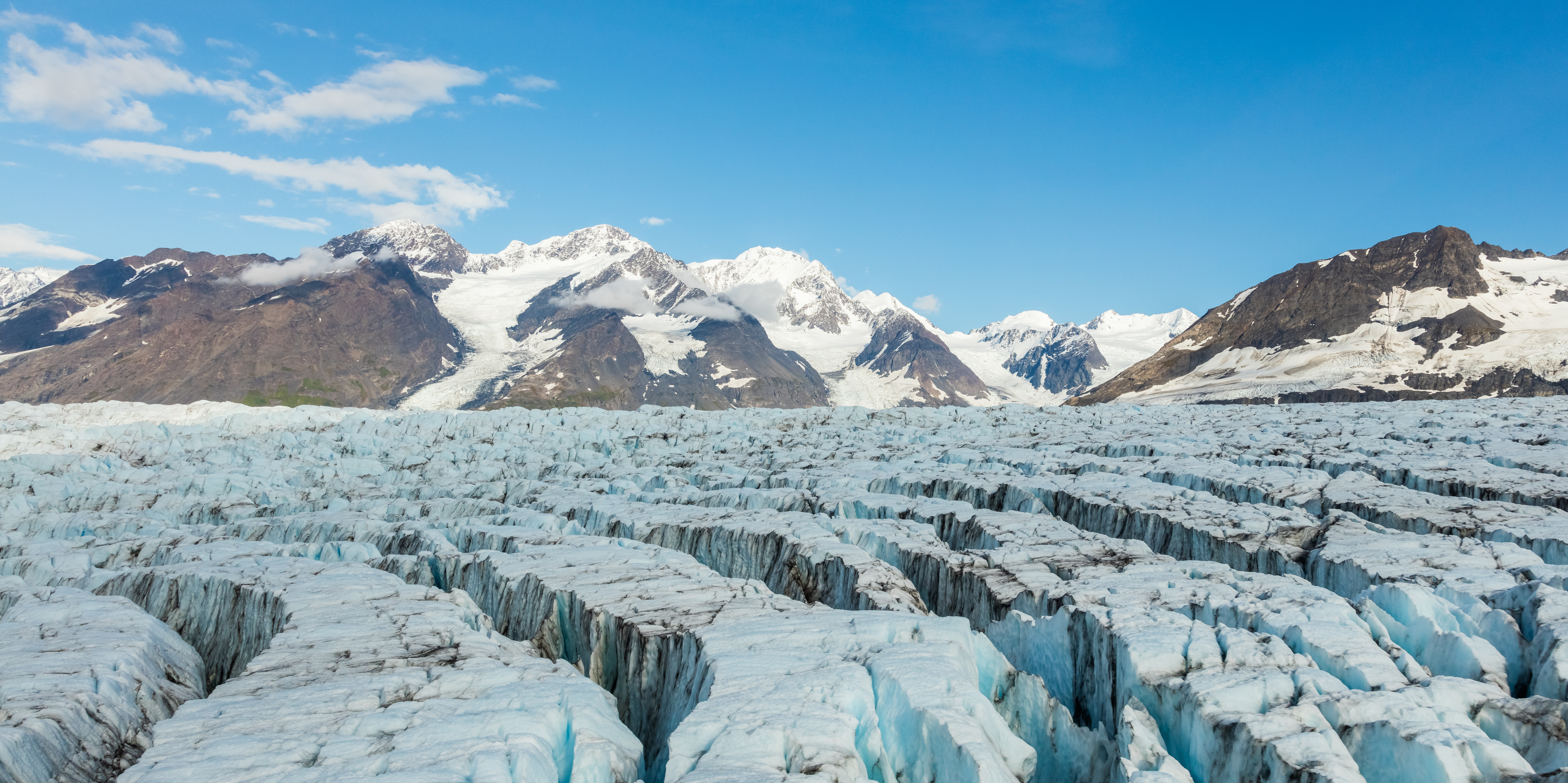
Esquerdes al parc estatal Chugach, Alaska, USA, 2017.

Una esquerda o crebassa és una obertura natural, profunda i allargada en una glacera. Es produeix pel desplaçament de la massa glacial sobre uns fons irregular i també per les diferents velocitats de desplaçament del glaç de la glacera, que llisca més de pressa a les parts centrals que a les parts que freguen amb el terra o els costats de la vall. Poden tenir entre uns pocs metres i fins a una mica més de cinquanta, ja que per sota –i a causa de la relativa plasticitat de la glacera- l'enorme pressió de la massa gelada les obstrueix.
És freqüent que noves nevades sobre la glacera puguin colgar l'esquerda, totalment o bé només en la superfície, donant lloc en aquest cas als ponts de neu, de gruix i solidesa variable i que representen un dels perills objectius en la pràctica de l'alpinisme.
Les esquerdes o crebasses s'obren encara més en els 50 metres superiors, allà on el gel està menys compactat en relació al més profund. Per dessota dels 50 metres el gel, més compacte, pot lliscar sobre el llit de la glacera sense trencar-se, mentre que la part més propera a la superfície es va obrint i trencant.
Les esquerdes també poden aparèixer per les diferents velocitats en els trams de la glacera, sobretot per les tensions entre el centre de la llengua i les seves vores, també per la confluència amb altres glaceres i també en topar amb altres parts de la glacera que degut al rocam subjacent o pel desnivell, creen un tap que ofereix resistència al moviment de la glacera. Hi ha esquerdes que poden abastar gairebé de banda a banda una glacera, poden atènyer grans amplades entre els dos llavis i arribar a gran profunditat.

## Tipus d'esquerdes

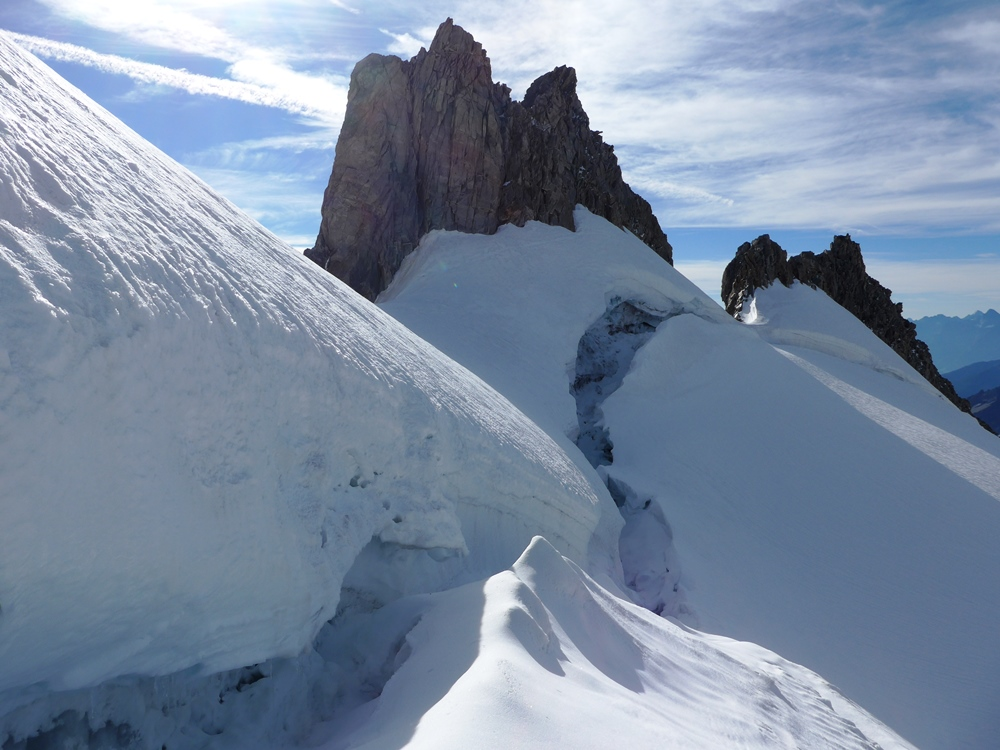
Esquerdes superiors (bergschrund) al Mont Dolent, Alps.

- Esquerdes superiors (bergschrund) al Mont Dolent, Alps.Esquerdes superiors (bergschrunds)[4] Es formen a l'inici de la glacera quan la vora superior de la glacera s'allunya o es retrau de la roca a prop de l'escarpat o cresta cimera.[5]
- Esquerdes longitudinals. S'obren en la direcció del flux de la glacera i es formen quan la glacera s'adapta i passa a ocupar una amplada més gran al final de la llengua de la glacera o part terminal.
- Esquerdes marginals o de cisalla. S'obren a ambdós costats de la glacera per l'efecte de cisalla entre les parets laterals i el moviment de la glacera. Les diverses esquerdes marginals o de cisalla es disposen separades en un patró que recorda l'espina d'un peix.
- Esquerdes transversals. Es formen en un lloc de la glacera on aquesta augmenta la velocitat i fa que hi hagi un tracció o estirament en la direcció del flux de la glacera, sovint a prop de pendents pronunciats i cascades de gel.
- Esquerdes radials. S'obren en un canvi de direcció o cantonada o ressalt quan el gel de la part exterior augmenta la velocitat respecte de la vora interior. la tensió crea esquerdes que es disposen radialment amb centre a l'extrem interior.[5]

## Perills per als alpinistes i esquiadors
Les esquerdes de les glaceres representen un perill per als muntanyencs i esquiadors, ja que poden restar ocultes per la innivació. N'hi ha d'infranquejables i altres que es poden creuar quan es crea naturalment un pont de neu més o menys sòlid i estable entre el dos llavis. Els ponts de neu solen ser generalment provisionals o de temporada depenent de la neu acumulada. Els muntanyencs i esquiadors han de comprovar la resistència d'aquests passos, a més a més d'assegurar-los i estar sempre preparats per a intervenir en un possible rescat.
Les esquerdes poden crear seracs, que també són perillosos per als muntanyencs. Els seracs són grans blocs o torres de gel que es formen pel trencament de les esquerdes. Les glaceres, ja esquerdades, en superar forts desnivells es trenquen en grans blocs de gel anomenats seracs. Aquests blocs de gel poden ser gegantins i formar caos laberíntics i cascades de grans dimensions com la cascada de gel a la glacera de Khumbu al vessant nepalès del Mont Everest. Aquestes àrees caòtiques de les glaceres pateixen un moviment constant en la seva superfície i són molt inestables, produint-s'hi despreniments, escletxes i trencaments de seracs.